# Neustadt-Glewe
Neustadt-Glewe là một thị xã ở Mecklenburg-Western Pomerania, thuộc Ludwigslust, Đức.
Neustadt-Glewe được đề cập lần đầu trong một tài liệu năm 1248.
Ở đây có Alte Burg, một toà lâu đài thế kỷ 13, là lâu đài quân sự cổ nhất ở Mecklenburg. 
Cung điện hoàn thành năm 1720 theo phong cách kiến trúc Baroque, ngày nay là một khách sạn.

## Thư viện ảnh

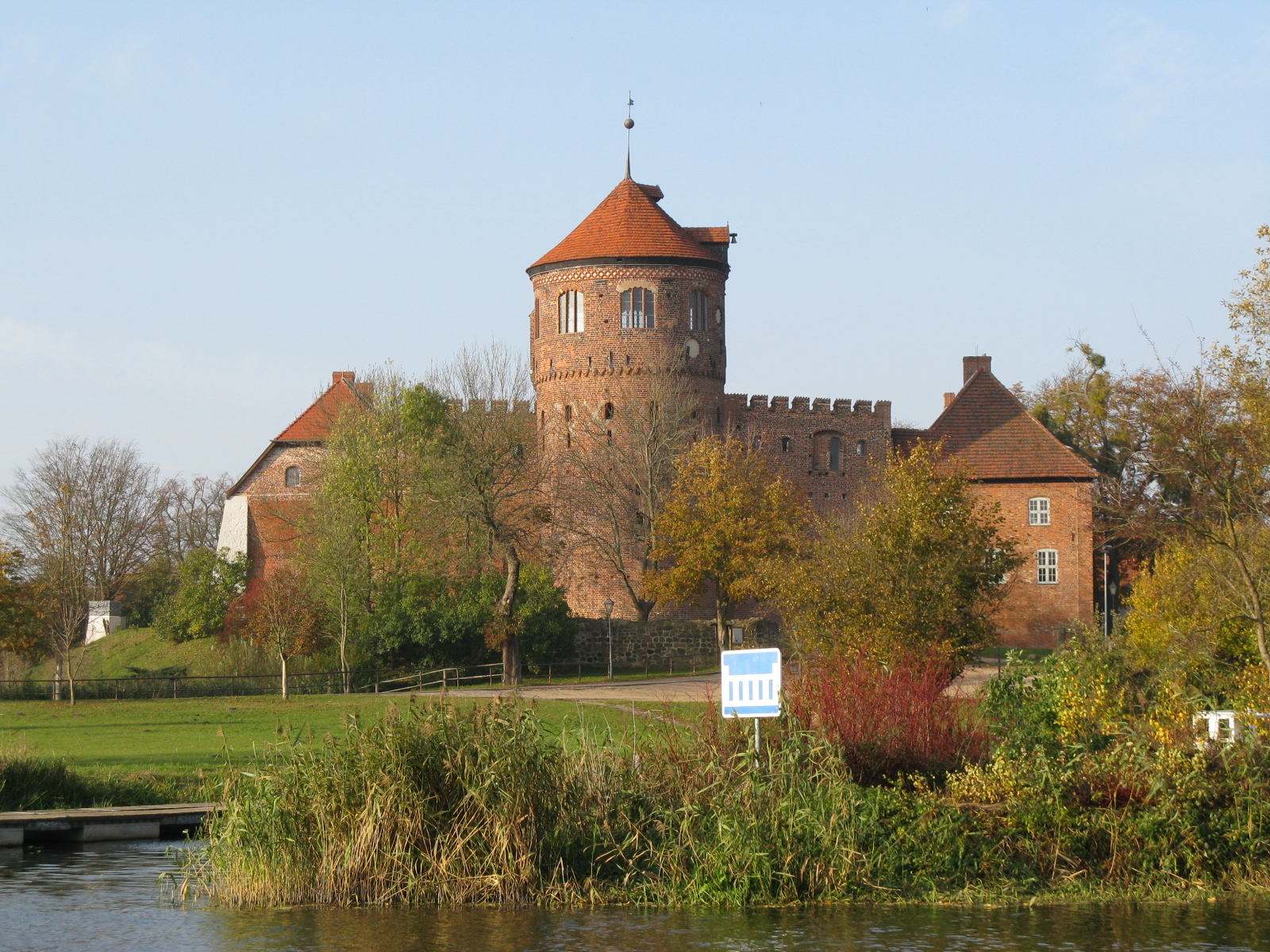
Alte Burg
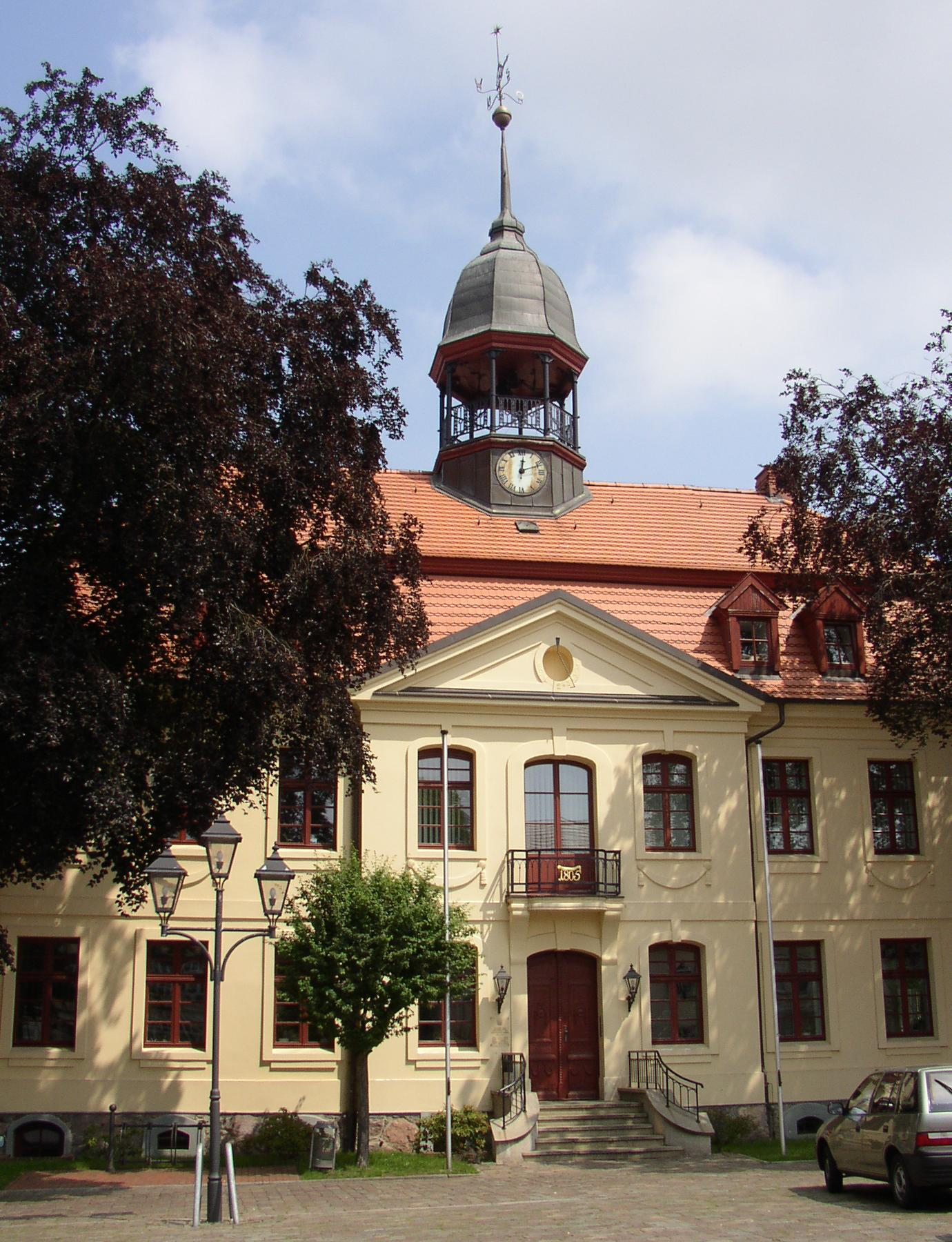
Toà thị chính
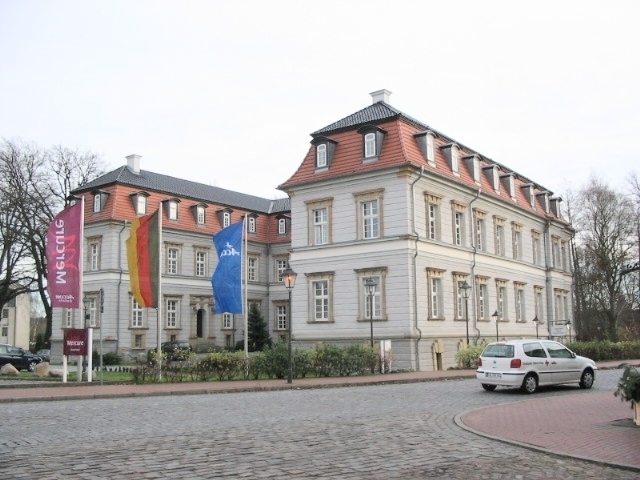
Neues Schloss
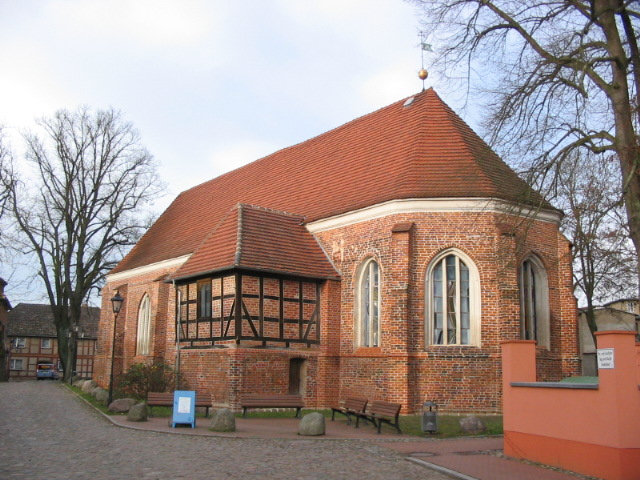
Giáo đường St. Marien